# Dasyatis marmorata
Dasyatis marmorata  (лат.) — вид рода хвостоколов из семейства хвостоко́ловых отряда хвостоколообразных надотряда скатов. Они обитают в тропических водах Восточной Атлантики, включая Средиземное море. Встречаются на глубине до 65 м. Максимальная зарегистрированная длина 60 см. Грудные плавники этих скатов срастаются с головой, образуя ромбовидный диск. Рыло заострённое. Хвост длиннее диска. Дорсальная поверхность диска покрыта голубыми рваными пятнами. Позади шипа на хвостовом стебле расположены вентральная и каудальная кожные складки. Подобно прочим хвостоколообразным Dasyatis marmorata размножаются яйцеживорождением. Эмбрионы развиваются в утробе матери, питаясь желтком и гистотрофом. Не являются объектом целевого промысла. В качестве прилова попадаются при донном тралении.

## Таксономия и филогенез
Впервые Dasyatis marmorata был научно описан в 1892 году. Неотип представляет собой взрослого самца длиной с диском шириной 27,4 см, пойманного в районе между реками Сенегал и Гамбия. Ранее этот вид путали с морским котом и Dasyatis chrysonota. Для прояснения таксономического статуса необходимы дальнейшие исследования. Также необходимо критическое сравнение особей Dasyatis marmorata, принадлежащих к средиземноморской и восточно-атлантической популяциям.

## Ареал и места обитания
Dasyatis marmorata обитают в восточной части Атлантического океана и в Средиземном море. Эти скаты встречаются в прибрежных водах на континентальном шельфе на глубине от 12 до 65 м. Они держатся на песчаном дне в мелких бухтах или со скалистыми рифами. Зимой они перемещаются на глубину. Подобно большинству хвостоколов они ведут донный образ жизни.

## Описание
Грудные плавники этих скатов срастаются с головой, образуя округлый плоский диск. Рыло заострённое. Позади глаз имеются брызгальца. На вентральной поверхности диска расположены 5 жаберных щелей, рот и ноздри. Между ноздрями пролегает лоскут кожи с бахромчатым нижним краем. Зубы выстроены в шахматном порядке и образуют плоскую поверхность. Хвост в виде кнута менее чем в 2 раза длиннее диска. Как и у других хвостоколов на дорсальной поверхности в центральной части хвостового стебля расположен зазубренный шип, соединённый протоками с ядовитой железой. Периодически шип обламывается и на его месте вырастает новый. Позади шипа на хвостовом стебле расположены короткая дорсальная и удлинённая вентральная кожные складки. Окраска дорсальной поверхности диска золотисто-коричневого цвета с многочисленными голубыми пятнами. Кожа лишена чешуи. Максимальная зарегистрированная ширина диска 60 см.

## Биология
Подобно прочим хвостоколообразным Dasyatis marmorata относится к яйцеживородящим рыбам. Эмбрионы развиваются в утробе матери, питаясь желтком и гистотрофом. В помёте 1—4 новорожденных. Рацион состоит из костистых рыб и донных беспозвоночных.

## Взаимодействие с человеком
Dasyatis marmorata не являются объектом целевого лова. Попадаются в качестве прилова при коммерческом промысле путём донного траления. Данных для оценки Международным союзом охраны природы статуса сохранности вида недостаточно.